# Zephronia heterosticta
Zephronia heterosticta är en mångfotingart som beskrevs av Newport 1844. Zephronia heterosticta ingår i släktet Zephronia och familjen Zephroniidae. Inga underarter finns listade i Catalogue of Life.